# Hrlica
Hrlica este o comună slovacă, aflată în districtul Revúca din regiunea Banská Bystrica. Localitatea se află la altitudinea de 439 m deasupra n.m., se întinde pe o suprafață de 5,49 km2 și în 2017 număra 77 de locuitori. Se învecinează cu Ratkovské Bystré, Ratková, Ploské și Krokava.

## Istoric
Localitatea Hrlica este atestată documentar din 1413.

## Demografie
| An:                | 1994 | 2004    | 2014   | 2024    |
| ------------------ | ---- | ------- | ------ | ------- |
| Număr de persoane: | 102  | 79      | 82     | 55      |
| Diferență:         |      | −22,54% | +3,79% | −32,92% |

| An:                | 2023 | 2024   |
| ------------------ | ---- | ------ |
| Număr de persoane: | 56   | 55     |
| Diferență:         |      | −1,78% |